# Västerhus församling
Västerhus församling var en församling omkring Västerhus på västra Frösön i nuvarande Härnösands stift. Församlingen uppgick i slutet av 1300-talet i Frösö församling.
Kyrka var Västerhus kapell.

## Administrativ historik
Församlingen har medeltida ursprung och uppgick under 1300-talet i Frösö församling.